# Mysidopsis velifera
Mysidopsis velifera är en kräftdjursart som beskrevs av Brattegard 1973. Mysidopsis velifera ingår i släktet Mysidopsis och familjen Mysidae. Inga underarter finns listade i Catalogue of Life.